# Gustav Regler

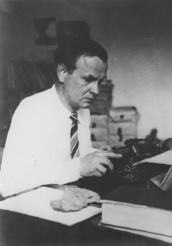
Gustav Regler in 1944 in Mexico

Gustav Regler (Merzig, 25 mei 1898 - New Delhi, 13 januari 1963) was een Duits schrijver en journalist. Een deel van zijn geschriften publiceerde Regler onder de pseudoniemen Thomas Mich(a)el of Gustav Saarländer.
Hij geldt als een belangrijk en authentiek ooggetuige van de politieke gebeurtenissen in de jaren 1930 en 1940 onder de Europese politieke linkervleugel. Naast literaire romans schreef hij veel belangrijk journalistiek werk.

## Levensloop
Regler was de zoon van een boekhandelaar. Als jongeman vervulde hij zijn militaire dienstplicht tijdens de Eerste Wereldoorlog. Aan het westelijk front in Frankrijk raakte hij gewond en liep een vergiftiging door gifgas op.
Daarna studeerde hij in München filosofie en verwierf de titel van doctor in 1922. Zijn dissertatie was een studie naar de ironie in het werk van Goethe. Als student maakte Regler de revolutie van 1919, die leidde tot de kortstondige Münchense Radenrepubliek, van nabij mee, inclusief het gewelddadige einde van deze communistische staat op 21 februari 1919. De avond tevoren had hij de regeringsleider van die republiek, Kurt Eisner, nog in het Deutsche Theater horen spreken. Regler werd zelf ook gearresteerd, maar wist te ontsnappen, doordat de soldaten die hem gevangen hadden genomen, door een wagen werden overreden, zodat hij kon vluchten. In zijn autobiografie beschrijft hij ook, hoe hij daarna nog getuige was van het fusilleren van medegevangenen die minder gelukkig waren geweest.
In 1922 trouwde hij met Charlotte Dietze, de dochter van een textielfabrikant uit Berlijn voor wie hij kort gewerkt heeft. Uit dat huwelijk, dat in 1927 door een echtscheiding eindigde, werd een zoon Dieter geboren, die in 1942 stierf aan difterie.
Rond 1925 verhuisde Regler naar Neurenberg en werd daar redacteur van een ochtendblad, de Nürnberg-Fürther Morgenpresse. Zijn eerste roman Zug der Hirten kreeg een goede kritiek.
Tijdens een bezoek aan het kunstenaarsdorp Worpswede leerde hij Marieluise (Mieke) Vogeler kennen, de fel socialistische dochter van de schilder Heinrich Vogeler. Tussen beiden ontstond een relatie en later trouwden ze. Een jaar na de kennismaking vestigden zij zich in 1929 te Berlijn aan de Laubenheimer Platz, waar veel andere politiek linkse kunstenaars woonden. Na de Rijksdagbrand van 1933 vluchtte Regler naar Frankrijk. Hij werd meteen lid van de Kommunistische Partei Deutschlands (KPD). Aanvankelijk was hij nog trouw aan de doctrines van die partij en gold zelfs als zeer streng in de leer. 
Toen in Reglers geboortestreek, het Saarland, in 1934 een referendum plaats zou vinden, schreef Regler een roman Im Kreuzfeuer, waarin hij zich uit afkeer van Adolf Hitler en diens nationaalsocialisme tegenstander betoonde van een heraansluiting van Saarland bij het Duitse Rijk. Op 13 januari 1935 bleek toch 90% van de kiezers voor heraansluiting gestemd te hebben. Regler vluchtte diep ontgoocheld opnieuw naar Frankrijk en verloor in november 1934 zijn Duitse staatsburgerschap. Hij leverde enkele bijdragen aan Die Sammlung, Duitstalig literair tijdschrift voor Exilliteratuur, dat in 1933-1935 onder redactie van Klaus Mann in Amsterdam verscheen.     
Regler bracht enkele bezoeken aan de intussen door Jozef Stalin geregeerde Sovjet-Unie. Die vervulden hem met scepsis jegens het communisme in Sovjet-stijl en hij begon te twijfelen aan de communistische heilsidealen. Na het Molotov-Ribbentroppact van augustus 1939 trad hij uit de KPD.
In 1936 begaf Regler, evenals vele andere linkse schrijvers en journalisten, zich naar Spanje om in de Spaanse Burgeroorlog de strijd aan te gaan tegen de rechtse generaals die onder aanvoering van Francisco Franco in opstand waren gekomen. In 1937 raakte hij bij Huesca ernstig gewond. Hier had Regler ontmoetingen met onder anderen Ernest Hemingway. In deze tijd hield hij een dagboek bij. De aantekeningen werkte hij uit in zijn bekendste boek, het Engelstalige The Great Crusade (1940) dat pas in 1976 in het Duits verscheen als Das große Beispiel. Dit rauwe oorlogsboek wordt nog steeds regelmatig gelezen. 
Na zijn herstel keerde Regler terug naar Frankrijk. Hij werd echter als Duitser en communist beschouwd en bij het uitbreken van de Tweede Wereldoorlog werd hij door de Fransen geïnterneerd. Door tussenkomst van first lady van de Verenigde Staten Eleanor Roosevelt en Hemingway kon hij via de Verenigde Staten naar Mexico uitwijken. Hij woonde daar tijdelijk dicht bij de Tsjechische schrijfster Lenka Reinerová. In deze tijd leed hij onder de conflicten die hij over de wederzijdse politieke opvattingen kreeg met oude vrienden als de filosoof Ernst Bloch en de journalist Egon Erwin Kisch. Regler schreef enige werken over land en cultuur van Mexico. Nadat zijn tweede vrouw Mieke in 1945 door kanker gestorven was  huwde hij in 1946 de Amerikaanse Margaret (Peggy) Paul. 
Uit zijn boek Sterne der Dämmerung (1948) blijkt een zekere politieke moedeloosheid. Daarna was Regler weer regelmatig in Europa. Hij voerde diverse projecten uit, hield radiolezingen en was ook actief op filmgebied. Hij schreef onder meer een cultuurhistorische biografische roman over de 16e-eeuwse schrijver Pietro Aretino, een vriend van Titiaan. In 1958 schreef hij zijn laatste belangrijke boek, Das Ohr des Malchus, een autobiografie. In 1960 werd hem de eerste Kunstprijs voor Literatuur van het Saarland verleend. 
In 1963 wilde hij in India een ontmoeting hebben met premier Jawaharlal Nehru, maar hij overleed kort daarvoor te New Delhi. Zijn lichaam is bijgezet in een graf in zijn geboortestad Merzig.

## Werken (selectie)
- Die Ironie im Werk Goethes (1922, dissertatie)
- Zug der Hirten (1928, roman)
- Der verlorene Sohn (1933, anti-klerikale roman, uitgegeven bij Querido Verlag, de Duitstalige imprint van Em. Querido's Uitgeverij te Amsterdam)
- Im Kreuzfeuer (1934)
- Die Saat (1936, historische roman over de Bundschuh-opstand, gezien als voorbeeld voor de strijd tegen het fascisme)
- The Great Crusade (1940 in het Engels, met een voorwoord door Ernest Hemingway; pas in 1976 in het Duits verschenen onder de titel Das große Beispiel).[1]
- Amimitl (1947)
- Sterne der Dämmerung (1948)
- Aretino, Freund der Frauen, Feind der Fürsten (1955)
- Das Ohr des Malchus (1958, autobiografie/memoires)[2]

## Postuum

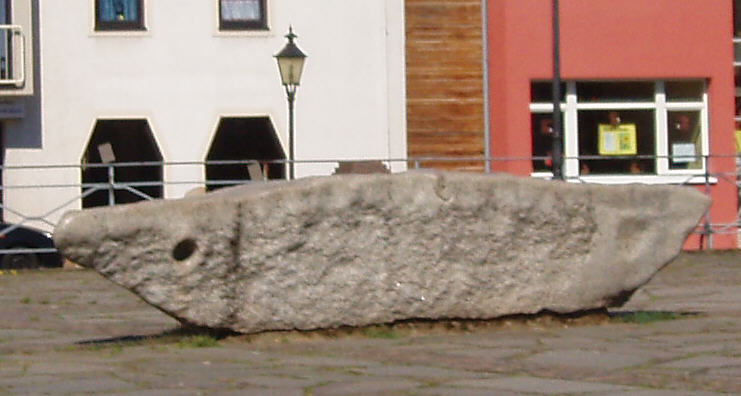
Gedenksteen voor Gustav Regler in Merzig

- In het centrum van zijn geboortestad Merzig is een grote gedenksteen voor Regler geplaatst op een naar hem genoemd plein.
- In Neunkirchen (Saarland) en in Saarbrücken zijn straten naar hem genoemd.
- Reglers nicht beheert een aan hem gewijd archief.
- Daarnaast is er in de literaire archieven van de universiteit van Saarbrücken veel over Regler te vinden.
- De omroep Saarländische Rundfunk en de gemeente Merzig hebben in 1999 een Gustav-Regler-Preis voor talentvolle jonge schrijvers ingesteld. Deze wordt eens in de drie jaar verleend.